# Босоласко
Босоласко (итал. Bossolasco) је насеље у Италији у округу Кунео, региону Пијемонт.
Према процени из 2011. у насељу је живело 523 становника. Насеље се налази на надморској висини од 749 м.

## Становништво
| 1931. | 1936. | 1951. | 1961. | 1971. | 1981. | 1991. | 2001. | 2011. |
| ----- | ----- | ----- | ----- | ----- | ----- | ----- | ----- | ----- |
| 1.107 | 1.136 | 1.006 | 813   | 642   | 615   | 674   | 683   | 676   |